# Manoir de Vauville
Le manoir ou château de Vauville est une ancienne demeure fortifiée, dont l'origine remonte au XIIe siècle, qui se dresse sur le territoire de l'ancienne commune de Vauville, dans le département de la Manche, en région Normandie. L'édifice est partiellement inscrit au titre des monuments historiques.

## Localisation
Le manoir est situé dans la région naturelle de la Hague, au nord-ouest de la presqu'île du Cotentin, à proximité du trait de côte actuel et de l'église Saint-Martin de Vauville, commune déléguée au sein de la commune nouvelle de La Hague. Il est probable que lors de son érection la mer devait venir jusqu'au pied des remparts.

## Historique
Selon André Davy, Vauville fut une forteresse féodale, dès le Xe siècle à l'arrivée des Normands.
Une grande partie de l'histoire du manoir de Vauville disparaît avec la destruction des archives départementales durant le bombardement de Saint-Lô, lors de la Seconde Guerre mondiale. Mais quelques éléments nous sont parvenus.
Le fief de Vauville était un plein fief de haubert mouvant de la baronnie de Bricquebec.
Richard de Vauville entreprend en 1163 la construction d'une demeure seigneuriale dont il ne reste aujourd’hui qu'un donjon semblable à celui du château de Beaurepaire à Martinvast avec l'ancien colombier et les douves aujourd'hui recouvertes par le jardin. Ce même Richard avait fondé, dès 1147, le prieuré Saint-Hermel, situé sur une colline au nord-est de Vauville.
Pendant le XIVe siècle, la famille de La Haye possédait la seigneurie de Vauville. Les Carbonnel en furent ensuite propriétaires. Elle fut transmise par après aux Le Sauvage. En 1663, Jeanne Le Sauvage, morte en 1703, fille et héritière de Julien Le Sauvage, seigneur de Vauville, épousa François-César de Costentin, frère ainé du maréchal de Tourville : c'est lui qui rebâtit le logis qu'on peut encore voir aujourd’hui ; il conserve le donjon et lui ajoute deux ailes latérales. Une partie de ses tours et de ses défenses existait encore dans les années 1720, mais furent peu à peu démolies.
François-César et Jeanne de Tourville eurent deux fils qui leur survécurent, seigneurs successifs : Jean-Michel de Costentin, dit le « marquis de Tourville », puis Jean-Baptiste César de Costentin, dit le « comte de Vauville ». Ce dernier vint se réfugier à Vauville, après avoir tué, en 1713, dans un accès de jalousie, Pierre-Alexandre Hellouin, écuyer, sieur d'Ancteville, conseiller du roi, bailli de longue robe et lieutenant général de Saint-Sauveur-Lendelin. Après s’y être caché longtemps, il obtint sa grâce en levant la « fierté ou chasse de saint Romain », suivant un privilège du chapitre métropolitain de Rouen.
Le général Jean Le Marois (1776-1836), député de la Manche et aide de camp de Napoléon, déjà en possession de Pépinvast fut également propriétaire de Vauville. C'est son fils, Polydore Le Marois, qui fera abattre en 1837, la porterie où mourut, le 19 octobre 1257, le bienheureux Thomas Hélye, aumônier de Saint Louis,, et dont le tombeau se trouve dans l'église paroissiale de Biville. Les communs qui conféraient au château son allure féodale furent détruits à la même époque.
En 1890, le manoir est la possession d'Henri Gayard, dont la famille entretient et restaure le château qui fut pillé et fortement endommagé lors de la Seconde Guerre mondiale. En 1948, c'est Nicole et Éric Pellerin qui s'y installent et y créent un jardin botanique. Aujourd'hui, c'est Éric Pellerin, fils de Guillaume Pellerin et petit-fils d'Éric, qui est propriétaire du manoir et du jardin.

## Description
Du château médiéval, il ne subsiste de nos jours que le donjon, une partie du mur d'enceinte et l'emplacement de la douve.
Les bâtiments actuels, dans le style Renaissance cotentinaise, formés de deux corps de logis bâtis à angle droit et reliés par le donjon du XIIe siècle, furent érigés entre la fin du XVIe siècle et le début du XVIIe siècle. Des frontons ornés de boules en coiffent les lucarnes.
Construit en pierres du pays avec des murs qui, par endroits, mesurent près d'un mètre d'épaisseur, des fenêtres à meneaux et de larges cheminées, le château de Vauville, couvert d'une toiture en schiste, demeure l'un des plus beaux exemples d'architecture des maisons fortes du Nord-Cotentin.
Le colombier, construit en 1732 à l'extérieur du mur d'enceinte, est caractéristique des bâtiments d'accompagnement de l'édifice principal. Il contient plus de mille cases (ou boulins).

## Protection
Les façades et toitures du château et de son pigeonnier ainsi que celles de l'ancien fort situé en bordure de la Manche avec sa maison de gardien sont inscrits au titre des monuments historiques par arrêté du 5 mai 1972.

## Jardin botanique du château de Vauville
Son parc renferme aujourd'hui un jardin botanique qui est, en 2020, labellisé jardin remarquable, et qui est également inscrit au titre des monuments historiques par arrêté du 20 novembre 1992 et inscrit à l'IGPC.

## Visite
Le jardin est ouvert au public et l'on peut également accéder à la cour du manoir. La salle à manger doit accueillir divers événements : concerts, lectures, etc.